# Isonoe
Isonoe (do grego Ισονοη) ou Júpiter XXVI é um satélite irregular retrógrado de Júpiter.
Foi descoberto em 2000 por um grupo de astrônomos da Universidade do Havaí comandado por Scott S. Sheppard, que deu ao satélite a designação temporária de S/2000 J 6.
A lua Isonoe possui cerca de 3,8 quilômetros de diâmetro, e orbita Júpiter a uma distância média de 23.833 Mm (megâmetros) em 751,647 dias, com uma inclinação de 166º em relação à eclíptica (169º em relação ao plano equatorial de Júpiter), em uma direção retrógrada de excentricidade orbital de 0,166.
O satélite foi batizado em 2002, em homenagem a Isonoe, que na mitologia grega seria uma das filhas de Dânao e amante de Zeus (Júpiter).
O satélite Isonoe pertence ao Grupo Carme, composto de luas irregulares retrógradas que orbitam Júpiter a uma distância que varia entre 23 e 24 Gm (gigâmetros) com uma inclinação em torno de 165º.